# Francisco Ruiz Vázquez
Francisco Ruiz Vázquez, político español nacido en Alcaudete, Jaén, el 20 de abril de 1940.

## Trayectoria política española
Francisco Ruiz inició su compromiso político en las estructuras de la UGT y del PSOE en el exilio, como especialista en temas sociales y migratorios. Ha sido secretario general del PSOE en Suiza, agrupación territorial disuelta en noviembre de 2003 anticipando la reorganización de la estructura del PSOE Europa, federación regional del exterior en la que se enmarcaba. También ha ocupado el cargo de secretario general de la Agrupación Local del PSOE en Lausanne hasta abril de 2003. A continuación ha sido secretario de Políticas Migratorias en la misma agrupación hasta el 19 de septiembre de 2005.
Su andadura institucional comenzó en 1994, siendo elegido consejero general de la Ciudadanía Española en el Exterior por Suiza. Francisco Ruiz ha desarrollado un importante papel en la elaboración de la Ley del Estatuto de la Ciudadanía Española en el Exterior, texto que en 2004 formaba parte del programa electoral socialista del presidente del Gobierno, José Luis Rodríguez Zapatero. Llamado en octubre de 2005 por el ministro de Trabajo y Asuntos Sociales a la Presidencia del Consejo General de la Ciudadanía Española en el Exterior (entonces todavía denominado Consejo General de la Emigración), órgano consultivo adscrito al Ministerio de Trabajo del Gobierno de España.
A nivel local, ha presidido el Consejo de Residentes Españoles en la demarcación consular de Ginebra (CRE Ginebra), de 1999 a 2016. Encabezó la lista de candidatura Acción y Progreso en 2003, 2007 y 2011.
Condecorado el 18 de diciembre de 2006 con la Medalla de Honor Oro de la Emigración por el ministro Jesús Caldera.

## Trayectoria política suiza
Desde el 2006 es concejal del Ayuntamiento de Lausanne. Reelegido en las elecciones del 13 de marzo de 2011, agotó su mandato en 2016 y no se presentó a la reelección.
| Predecesor: Juan Enrique Bartolomé        | Secretario General del PSOE Lausanne 1975 - 2003                                                       | Sucesor: Marga López                   |
| Predecesor: José Galán                    | Consejero general de la Ciudadanía Española en el Exterior por Suiza 1994 - 2005                       | Sucesor: José Vicente Fernández Bocelo |
| Predecesor: Santiago Fernández            | Presidente del Consejo de Residentes Españoles (CRE) de la demarcación consular de Ginebra 1999 - 2016 | Sucesor: Lidia López                   |
| Predecesor: José Manuel Castelao Bragaña  | Presidente del Consejo General de la Ciudadanía Española en el Exterior 2005 - 2012                    | Sucesor: José Manuel Castelao Bragaña  |
| Predecesor: José Vicente Fernández Bocelo | Consejero general de la Ciudadanía Española en el Exterior por Suiza 2012 - 2017                       | Sucesor: José Gil Doval                |